# 孙跃明
孙跃明（1963年—），上海人，汉族，中华人民共和国政治人物、第十二届全国人民代表大会上海地区代表。
毕业于中央党校公共管理专业，加入中国共产党。2013年，被选为全国人大代表。